# Confusió mental
|  | No s'ha de confondre amb síndrome confusional aguda. |

Confusió (del llatí confusĭo, -ōnis, de confundere "posar junt" també "confondre") és l'estat d'estar atordit o no mentalment clar sobre alguna cosa:
Confusió mental aguda es fa servir de manera intercanviable amb delírium en la Classificació internacional de malalties i en el Medical Subject Headings (MeSH) per descriure un grau patològic en el qual normalment es refereix a la pèrdua de l'orientació mental (la capacitat de posar-se correctament en el món i en el lloc del temps, i/o identitat personal) de vegades acompanyat per consciència desordenada i sovint en la memòria (capacitat per rememorar correctament esdeveniments previs o d'aprendre material nou). La confusió en aquesta accepció no és un sinònim de la incapacitat de focalitzar l'atenció, encara que la incapacitat severa de focalitzar l'atenció pot causar, o contribuir molt, a la confusió.

## Signes i símptomes
La confusió és un símptoma i pot anar de lleu a severa. L'estat de confusió. L'estat de confusió pot anar barrejat amb el pensament desorganitzat i inusual, estrany, o la conducta agressiva. Una persona que es confon pot tenir dificultats per resoldre problemes o tasques, especialment aquelles conegudes per haver estat anteriorment fàcils per a la persona i la incapacitat per reconèixer objectes familiars o coneguts, o per reconèixer a membres de la família o a objectes ja coneguts. A més, és possible que semblin estar desorientat, marejat, hiperactiu o ansiós. En casos greus, la persona pot tenir al·lucinacions, sentiments de paranoia, i un estat de deliri.

## Causes
La confusió pot ser el resultat d'efectes secundaris de medicaments.
La confusió pot resultar d'una relativament sobtada disfunció cerebral. La confusió aguda sovint s'anomena delírium), encara que el deliri també inclou una gamma més àmplia de trastorns de confusió, per exemple, incapacitat per centrar l'atenció i diverses alteracions en la consciència i l'orientació temporal i espacial.
La confusió també pot resultar de les patologies cròniques cerebrals orgànics com ara demència. En qualsevol cas, la confusió s'associa generalment amb algun grau de pèrdua de la capacitat per centrar l'atenció, però (com s'indica) l'associació no és invariable, especialment per als menors graus d'insuficiència.
Molts problemes de salut poden causar les síndromes de delírium o demència. Aquests síndromes també es poden presentar juntes, i totes dues es van incloure generalment en el símptoma de confusió. Com que la funció mental és extremadament sensible a la salut, l'aparició de qualsevol d'un nou estat confús, o una nova pèrdua de capacitat de centrar l'atenció (delírium), pot indicar que una nova malaltia, física o mental, ha aparegut, o que un malaltia crònica física o mental ha progressat (es tornen més greus) 

### Diagnosi diferencial
Les causes més comunes de la confusió aguda induïda per drogues (medicaments) són les dopaminèrgiques usades en la malaltia de Parkinson, els diürètics, antidepressius tricíclics o tetracíclics i les benzodiazepines. La gent gran, especialment aquells amb demència preexistent estan en major risc d'això.
La nova recerca tracta de trobar una relació entre la deficiència en la Vitamina D i el deteriorament cognitiu, que inclou la pèrdua de memòria i un cervell boirós.